# Anissa Khedher
Anissa Khedher (ur. 1 kwietnia 1980 w Vénissieux) – francuska polityk reprezentująca partię La République En Marche!

## Życiorys
W wyborach parlamentarnych w czerwcu 2017 r. została wybrana do francuskiego Zgromadzenia Narodowego, w którym reprezentuje departament Rodan